# Каталін Буріан
Каталін Буріан (угор. Katalin Burián, 17 січня 1995) — угорська плавчиня.
Учасниця Олімпійських Ігор 2020 року.
Призерка Чемпіонату Європи з водних видів спорту 2018, 2020 років.